# 1. liga 2016-2017
La 1. liga 2016-2017 è stata la 24ª edizione del massimo campionato ceco di calcio. La stagione è iniziata il 29 luglio 2016 ed è terminata il 27 maggio 2017.

## Formula
Le 16 squadre iscritte si affrontano in un girone di andata e ritorno, per un totale di 30 giornate.
Grazie al maggiore Ranking UEFA, sia la squadra campione della Repubblica Ceca che la seconda classificata sono ammesse al terzo turno di qualificazione della UEFA Champions League 2016-2017.
La terza e la quarta classificate sono ammesse rispettivamente al terzo e al secondo turno di qualificazione della UEFA Europa League 2016-2017.
Le ultime due classificate retrocedono direttamente in Druhá liga.

## Squadre partecipanti
| Club             | Città              | Stadio                                    | Posizione 2015-2016            |
| ---------------- | ------------------ | ----------------------------------------- | ------------------------------ |
| Bohemians 1905   | Praga              | Stadio Ďolíček (5.000)                    | 9º posto in 1. liga            |
| Dukla Praga      | Praga              | Stadion Juliska (8.150)                   | 10º posto in 1. liga           |
| Hradec Králové   | Hradec Králové     | Adidas Aréna (7.220)                      | 1º posto in Druhá liga         |
| Jablonec         | Jablonec nad Nisou | Chance Arena (6.280)                      | 7º posto in 1. liga            |
| Karviná          | Karviná            | Městský Stadión (4.830)                   | 2º posto in Druhá liga         |
| Mladá Boleslav   | Mladá Boleslav     | Stadio Municipale (5.000)                 | 4º posto in 1. liga            |
| Příbram          | Příbram            | Na Litavce (9.100)                        | 14º posto in 1. liga           |
| Slavia Praga     | Praga              | Stadion Eden (20.800)                     | 5º posto in 1. liga            |
| Slovácko         | Uherské Hradiště   | Stadio Miroslav Valenty (8.120)           | 8º posto in 1. liga            |
| Slovan Liberec   | Liberec            | Stadion u Nisy (9.950)                    | 3º posto in 1. liga            |
| Sparta Praga     | Praga              | Generali Arena (20.000)                   | 2º posto in 1. liga            |
| Teplice          | Teplice            | Na Stínadlech (18.120)                    | 12º posto in 1. liga           |
| Viktoria Plzeň   | Plzeň              | Stadio Municipale (11.722)                | Campione della Repubblica Ceca |
| Vysočina Jihlava | Jihlava            | Stadion v Jiráskově ulici (4.075)         | 11º posto in 1. liga           |
| Zbrojovka Brno   | Brno               | Městský fotbalový stadion Srbská (12.550) | 6º posto in 1. liga            |
| Trinity Zlín     | Zlín               | Stadion Letná (6.375)                     | 13º posto in 1. liga           |

## Classifica finale
|                      | Pos. | Squadra          | Pt | G  | V  | N  | P  | GF | GS | DR  |
| -------------------- | ---- | ---------------- | -- | -- | -- | -- | -- | -- | -- | --- |
| Rep. Ceca (bandiera) | 1    | Slavia Praga     | 69 | 30 | 20 | 9  | 1  | 65 | 22 | +43 |
|                      | 2.   | Viktoria Plzeň   | 67 | 30 | 20 | 7  | 3  | 47 | 21 | +26 |
|                      | 3    | Sparta Praga     | 57 | 30 | 16 | 9  | 5  | 47 | 26 | +21 |
|                      | 4    | Mladá Boleslav   | 49 | 30 | 13 | 10 | 7  | 47 | 37 | +10 |
|                      | 5    | Teplice          | 48 | 30 | 13 | 9  | 8  | 38 | 25 | +13 |
|                      | 6    | Trinity Zlín     | 41 | 30 | 11 | 8  | 11 | 34 | 35 | -1  |
|                      | 7    | Dukla Praga      | 40 | 30 | 11 | 7  | 12 | 39 | 35 | +4  |
|                      | 8    | Jablonec         | 39 | 30 | 9  | 12 | 9  | 43 | 38 | +5  |
|                      | 9    | Slovan Liberec   | 39 | 30 | 10 | 9  | 11 | 31 | 28 | +3  |
|                      | 10   | Karviná          | 34 | 30 | 9  | 7  | 14 | 39 | 49 | -10 |
|                      | 11   | Zbrojovka Brno   | 32 | 30 | 6  | 14 | 10 | 32 | 45 | -13 |
|                      | 12   | Slovácko         | 32 | 30 | 6  | 14 | 10 | 29 | 38 | -9  |
|                      | 13   | Bohemians 1905   | 28 | 30 | 7  | 7  | 16 | 22 | 39 | -17 |
|                      | 14   | Vysočina Jihlava | 27 | 30 | 6  | 9  | 15 | 26 | 47 | -21 |
|                      | 15.  | Hradec Králové   | 27 | 30 | 8  | 3  | 19 | 29 | 51 | -22 |
|                      | 16.  | Příbram          | 22 | 30 | 6  | 3  | 20 | 29 | 61 | -32 |

Legenda:

      Campione della Repubblica Ceca e ammessa alla UEFA Champions League 2017-2018

      Ammessa alla UEFA Champions League 2017-2018

      Ammesse alla UEFA Europa League 2017-2018

      Retrocesse in Druhá liga 2017-2018
Tre punti a vittoria, uno a pareggio, zero a sconfitta.

## Statistiche

### Classifica marcatori
Aggiornata al 27 maggio 2017.
| Gol |  |  | Giocatore       | Squadra          |
| --- |  |  | --------------- | ---------------- |
| 15  |  |  | Milan Škoda     | Slavia Praga     |
| 15  |  |  | David Lafata    | Slavia Praga     |
| 12  |  |  | Muris Mešanović | Slavia Praga     |
| 10  |  |  | Michal Krmenčík | Viktoria Plzeň   |
| 10  |  |  | Michal Škoda    | Zbrojovka Brno   |
| 9   |  |  | Jan Chramosta   | Mladá Boleslav   |
| 9   |  |  | Dāvis Ikaunieks | Vysočina Jihlava |
| 8   |  |  | Tomáš Pilík     | Příbram          |
| 8   |  |  | Golgol Mebrahtu | Mladá Boleslav   |
| 8   |  |  | Marek Bakoš     | Viktoria Plzeň   |
| 8   |  |  | Martin Doležal  | Jablonec         |
| 8   |  |  | Martin Fillo    | Teplice          |

## Verdetti
- Campione della Repubblica Ceca:
- In UEFA Champions League 2016-2017:
- In UEFA Europa League 2016-2017:
- Retrocesse in Druhá liga: